# National Mall
National Mall er et åbent område i centrum af Washington, D.C., USA's politiske hovedstad. National Park Service (NPS) har opsynet med National Mall, som er en del af det amerikanske system af parker og mindesmærker.
Der henvises ofte til National Mall som hele området mellem Lincoln Memorial og Capitol Hill, idet Washington Monument gennemskærer området lidt vest for dets centrum. National Mall besøges af omtrent 24 millioner mennesker hvert år.